# Hirschler Pál
Hirschler Pál (Nagykanizsa, 1907. január 17. – Auschwitz, 1944.) a székesfehérvári izraelita hitközség főrabbija 1931-től, amíg 1944 júniusában Auschwitzba deportálták, ahol hamarosan meghalt.

## Életpályája
Egyetemi tanulmányait az Országos Rabbiképző Intézetben és a budapesti Királyi Pázmány Péter Tudományegyetem Bölcsészettudományi Karán végezte.
Másodéves növendék korában a Jüdisches Lexikon munkatársa. Bibliakutató munkásságának legmaradandóbb értékű alkotása Eszter – Nahum című, 1930-ban megjelent könyve volt, melyben Náhum és Eszter könyveit elemzi. Eszter kommentárja doktori értekezése is volt egyben, amely bekerült az Abraham Kahana szerkesztésében megjelenő sorozatba. Ez a disszertáció volt az egyetlen héber nyelven írott értekezés, amelyet nemcsak a Rabbiképzőn, hanem a Pázmány Péter Tudományegyetemen is elfogadtak bölcsészdoktori disszertációnak.
1931-től 1944-ig a székesfehérvári izraelita hitközség főrabbija volt. 1936–1943 között az ő szerkesztésében jelent meg a XI. Községkerületi Értesítő.
Székesfehérváron is folytatta elméleti munkásságát. 1942-ben jelent meg fordításában Gerson ben Joszéf álnéven Sámuel Joszef Ágnonnak A tengerek szívében című műve.

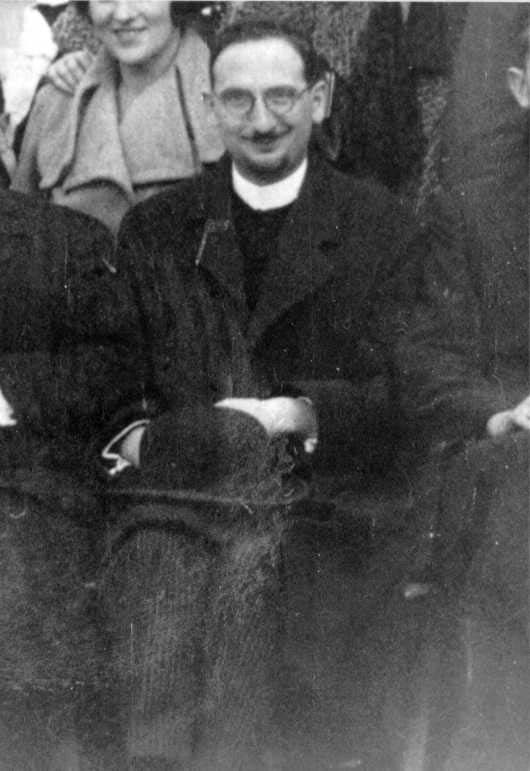

Lefordította Ezékiel könyvét is, amelyet az Izraelita Magyar Irodalmi Társulat által tervezett Szentírás-kiadás számára készített. A deportálás előtti utolsó pillanatokig dolgozott. Ezékiel fordításának kéziratát a német megszállás után tíz nappal küldte el a rabbiképző igazgatójának, Löwinger Sándornak.
Hirschler Pált 1944. június 14-én hurcolták el a több mint 3000 székesfehérvári és Fejér megyei zsidóval együtt Auschwitzba, ott hunyt el édesanyjával együtt.